# أحمد ايديز
أحمد ايديز (بالألمانية: Ahmed Ildiz) هو لاعب كرة قدم نمساوي في مركز الوسط، ولد في 29 نوفمبر 1996 في فيينا في النمسا. لعب مع نادي قاسم باشا.

## وصلات خارجية
- أحمد ايديز على موقع الاتحاد الأوربي (الإنجليزية)
- أحمد ايديز على موقع اتحاد تركيا (لاعب) (الإنجليزية)
- أحمد ايديز على موقع قاعدة بيانات كرة القدم.إي يو (الإنجليزية)
- أحمد ايديز على موقع بيانات كرة القدم. دي إي (الألمانية)
- أحمد ايديز على موقع Soccerbase.com (لاعب) (الإنجليزية)
- أحمد ايديز على موقع Soccerway.com (الإنجليزية)
- أحمد ايديز على موقع عالم كرة القدم.نت (الإنجليزية)